# Captiver Riechstoff
Ein captiver Riechstoff, oder kurz Captiv, ist ein Riechstoff, der von seinem ursprünglichen Hersteller zur exklusiven Verwendung in eigenen Düften zurückgehalten wird, das heißt nicht frei auf dem Markt verkauft wird.

## Bedeutung
Parfüm-Formulierungen können nicht patentiert werden, und da sie mit Hilfe moderner analytischer Methoden, wie der GC-MS, relativ einfach zu entschlüsseln sind, können sie leicht kopiert werden, wenn sie nur aus frei auf dem Markt erhältlichen Duftbausteinen wie ätherischen Ölen und synthetischen Riechstoffen bestehen. Neue Riechstoffe lassen sich hingegen patentieren, und wenn der Hersteller sich entscheidet, einen patentierten Riechstoff nicht auf dem Markt anzubieten, so kann er durch die Verwendung dieses Riechstoffs in seinen Parfüm-Formulierungen den Patentschutz auf ihre Kompositionen ausweiten, da nur er die patentierte Verbindung produzieren darf. Solange der Patentinhaber also die Verbindung nicht frei anbietet, dürfen seine Parfümkompositionen mit diesem Captiv nicht kopiert werden.
Um als captiver Riechstoff verwendbar zu sein, muss eine Verbindung besondere spezifische Geruchsmerkmale aufweisen, die einer Komposition eine gewisse Signatur verleihen. Wenn dieser Signatur-Effekt nicht mit anderen Riechstoffen oder Riechstoff-Mischungen zu imitieren ist, bringt die Einführung und Verwendung von Captiven einen gewissen Produktschutz und damit einen entscheidenden Vorteil gegenüber der Konkurrenz, zumindest für den Zeitraum, in dem das Patent gültig ist. Nähert sich ein Captiv dem Ende seines Patentschutzes, so gibt der Hersteller ihn zumeist frei und bietet ihn selber auf dem Markt an, um die Konkurrenz von der Produktion fernzuhalten.
Da die Entwicklung und Einführung neuer Riechstoffe sehr kostspielig ist, können sich nur große Riechstoff- und Parfüm-Hersteller wie Givaudan, Firmenich, IFF, Symrise und Takasago diese Strategie leisten.

## Beispiele
Bedeutende Beispiele für mittlerweile freiverkäufliche captive Riechstoffe sind Hedion in »Eau Sauvage« (C. Dior, 1966), Moxalon in »CK Be« (Calvin Klein, 1996), oder Dynascon in »Cool Water« (Davidoff, 1988).